# Xenippella
Xenippella is een geslacht van rechtvleugeligen uit de familie veldsprinkhanen (Acrididae). De wetenschappelijke naam van dit geslacht is voor het eerst geldig gepubliceerd in 1966 door Kevan.

## Soorten
Het geslacht Xenippella omvat de volgende soorten:
- Xenippella benadiria Baccetti, 1984
- Xenippella somalica Kevan, 1966